# Melania Delai
Melania Delai (født 15. oktober 2002 i Trento) er en italiensk tennisspiller. Hun fik debut på ITF Women's Circuit ved en turnering i Cordenons i december 2017. Hun spiller også double.